# 아바타이 사인 칸

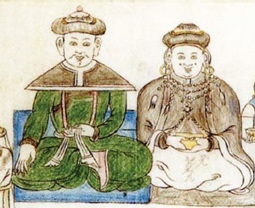
아바타이 칸과 그의 아내

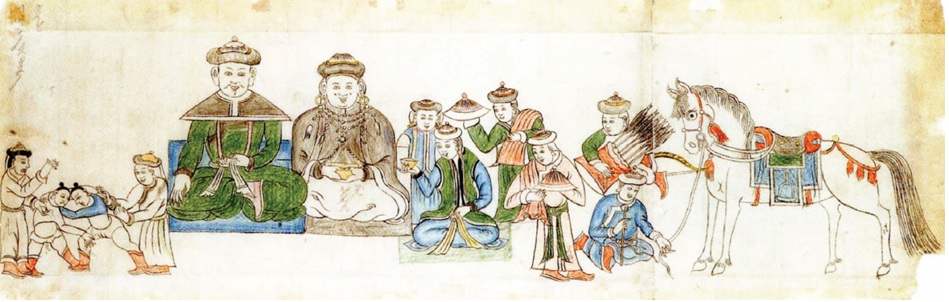

아바타이 사인 칸(ᠠᠪᠲᠠᠶᠢ ᠰᠠᠶᠢᠨ ᠬᠨ, Абатай сайн хан 혹은 Аватай сайн хан, 阿巴岱 赛因 汗, 1554년 혹은 1544년 - 1588년) 혹은 아브타이 사인 칸(Абтай сайн хан 혹은 Автай сайн хан)은 몽골 외할하부의 군주이다. 휘는 보르지긴 아바타이(ᠪᠣᠷᠵᠢᠭᠢᠨ ᠠᠪᠲᠠᠶᠢ, 몽골어: Боржигин Абатай 혹은 Аватай, 阿巴岱) 혹은 아브타이(Абтай 혹은 Автай), 칸호는 사인 칸(сайн хан), 울제이 사인 칸(Өлзийт сайн хан 斡齐赖赛因 汗)이다. 아브다이, 압다이로도 불린다. 사인, 샌 등으로도 불린다. 그는 할하 몽골인들에게 티베트 불교를 전파했고 1585년 에르데네 조 불교 사원을 설립했다.
그는 오이라트족을 여러번 원정, 치열한 투쟁을 벌였고, 1577년 허하르 가리젠 전투에서 승리하여 오이라트를 정복했다. 같은 해에 아바타이 칸은 아들 수바가타이를 오이라트를 통치하게 하고, 홍타이지로 임명했다. 일설에는 그가 자신의 아들을 오이라트의 칸으로 앉혔다는 설도 있다. 1587년 투메드부의 호르호트를 방문, 제3대 달라이 라마 소남 갸초로부터 칸의 칭호를 수여받았다.
몽골에서는 20세기 초까지 원나라가 멸망한 후 몽골을 통일하려 했던 마지막 지도자로 추앙받았다. 그의 영토 외할하부는 후일 투시예트칸부와 사인노얀칸부로 발전했다. 일설에는 1585년 그가 달라이 라마 3세로부터 칸의 칭호를 수여받은 것을, 투시예트칸부의 설립 기점으로 보기도 한다. 아바타이 혹은 아브타이는 마법의 은사를 가진 자라는 뜻이다. 본명은 바키르(Вачир) 또는 사바타이(Сабатай)였다. 별칭은 가르주 타이지(галзуу тайж, 광인 태자), 오키르반의 화신(Очирваанийн хувилгаан), 외 할하의 아바타이 광인 노얀(Ар Халхын Абтай галзуу ноён) 등이다. 몽골 제국 카안 바투몽케 다얀 카안의 증손이다.

## 생애

### 어린 시절
아바타이는 1554년 할하부의 왕족 오노후이 우이젠 노얀의 장남으로 셀렝가강 유역에서 태어났다. 아부고, 타르니, 투멘켄, 바라이를 포함한 오노후이 우이젠 노얀의 다섯 아들 중 장남이었다. 그는 몽골 제국의 대칸 다얀 카안의 증손자이자, 다얀 카안의 열한번째 아들 게레센지 잘라이르의 손자였다. 정확한 생일은 기록이 전하지 않는다. 그의 출생년대에 대해 일설에는 1544년생 설도 있다. 정확한 생일은 전하지 않는다. 전설에 의하면 아바타이가 태어날 때 그의 손가락에 피가 묻어 있었는데r, 이는 강인한 전사가 될 징조였다 한다. 그의 동생 투멘켄 사인 노얀(1644년 사망)은 외할하부의 오른쪽 영지 일부를 물려받았으며, 후일 1636년 사인노얀칸의 칭호를 받고 사인노얀부의 시조가 된다.
압타이의 원래 이름은 사바타이(Сабатай)였다. 사바타이는 몽골어로 받치는 그릇을 뜻한다. 별칭은 바키르(Вачир)는 몽골어로 금강석을 뜻한다. 이름 아바타이 혹은 아브타이는 몽골어로 마법의 은사를 가진 자를 뜻한다. 별칭은 가르주 타이지(галзуу тайж)로 몽골어로 미친 왕자를 뜻한다. 오이라트와 맹렬하게 싸워서 얻어진 별칭이다. 그는 전사이자 용맹한 인물이었다. 칸호 사인 칸은 생각이 깊은 칸, 현명한 칸이라는 뜻이고, 울제이는 축복받은, 수복, 길상함을 뜻한다.
그의 초기 생애, 소년시절의 삶에 대한 것은 알려진 것이 없다. 그는 외할하부의 노얀이었고, 아버지 오노후이 우이젠은 조부 게레센제 잘라이르로부터 외할하 왼쪽 일부를 영지로 받았다. 그는 아버지 오노후이 우이젠 사후 외할하부의 왼쪽, 동쪽의 영지를 물려받았다. 아바타이의 소유지는 케룰렌강 유역에서 항가이산맥 일부, 오논강( Орхон гол)과 툴강(Туул гол)이 합류하는 지점 등이었다.
그러나 아바타이의 열정과 에너지 덕분에 그의 소유령은 점차 반 독립적인 칸국이 되어갔다. 아바타이의 부상은 할하의 중심에 유리한 지리적 위치에 의해 촉진되었다. 또한 초기부터 알탄 칸이 다스리던 투메드 칸국과 동맹 및 무역 관계를 맺었다. 아브타이는 알탄 칸과 함께 북원 카간의 권위에 저항했다.

### 오이라트와의 교전
1564년 오이라트를 공격한 이후 그는 1567년부터 오이라트족 원정에 여러번 참여, 오이라트 4부를 굴복시켰다. 1577년 쿠브케르-게린(Хубхэр-Гэрийн) 전투에서 최종적으로 승리, 오이라트를 정복했다. 같은 해 아바타이 칸은 자신의 아들 수바가타이를 오이라트를 통치하게 하고, 홍타이지로 임명했다. 일설에는 아바타이가 아들 수바가타이를 오이라트의 칸으로 선언했다고도 한다. 전투에서의 그의 포악함은 그에게 미친 영웅(The Mad Hero) 또는 북부 할하의 미친 타이지라는 별명을 얻게 했다.
1580년과 1581년 아바타이는 오이라트를 공격, 더 서쪽으로 쫓아냈고 오이라트인은 이르티시강과 알타이 일대로 흩어지게 되었다. 아바타이의 세력은 주로 몽골 북서부 외할하 지역과, 오이라트의 남부와 동부에 영향을 주었다. 동시에 그는 몽골 제국의 카간 투멘 자삭투 카안의 명목상의 우월성을 인정하지 않을 수 없었다.

### 달라이라마와의 만남
압타이는 불교 경전을 공부하기 위해 티베트에 갔다가 몽골로 돌아왔다. 불교의 열렬한 전파자였던 아바타이 칸은 1577년 투메드부의 호르호트로 가서 제3대 달라이 라마 소남 갸초를 만나 그의 가르침을 받았으며, 제3대 달라이 라마로부터 올제이 사인 칸(Очирай Сайн Хан 또는 Өлзийт сайн хан 斡齐赖赛因 汗)의 존호를 받았다. 몽골어로 울제이는 축복받은, 수복, 길상함을 뜻하고, 사인은 현명함이라는 뜻이다. 초그드 오치르 노문 사인 카안(цогт очир номун сайн хаан, 위엄있는 금강저와 같은 크고 현명한 카안)의 칭호를 받고 몽골의 카안으로 축성받았다고도 한다. 초그드는 위엄과 영광을 뜻하고, 오치르는 불교의 금강저를 뜻한다.
1580년경, 아바타이는 투메드부의 삼촌 알탄 칸이 티베트 불교 겔룩파(황교파)로 개종, 겔룩파의 소남 갸초를 자신의 영토로 초청했다는 사실을 알게 되었다. 아바타이는 알탄의 도시인 투메드부의 귀화성(현, 내몽골 자치구 후얼하오터 시(호르호트))에 온 라마 쉬레게튀 귀시 초지와를 초빙하여 티베트 불교의 기본 교리를 강독, 설파하게 하였다.
할하부의 수령 아바타이 칸은 달라이 라마와 회견하고 불교의 전파에 노력하는 한편, 1586년에는 카라코룸의 폐허 위에 몽골 최대의 사원인 에르데니 주우 사원을 세웠다. 압타이가 돌아 왔을 때, 그는 외할하에서 샤머니즘을 금지하고 티베트 불교를 할하 몽골의 국가 종교로 선언했다. 그밖에도 조로아스터교 포교를 받아들이고, 이를 민중의 종교로 전파하는데도 지원하였다.

### 불교 포교 활동

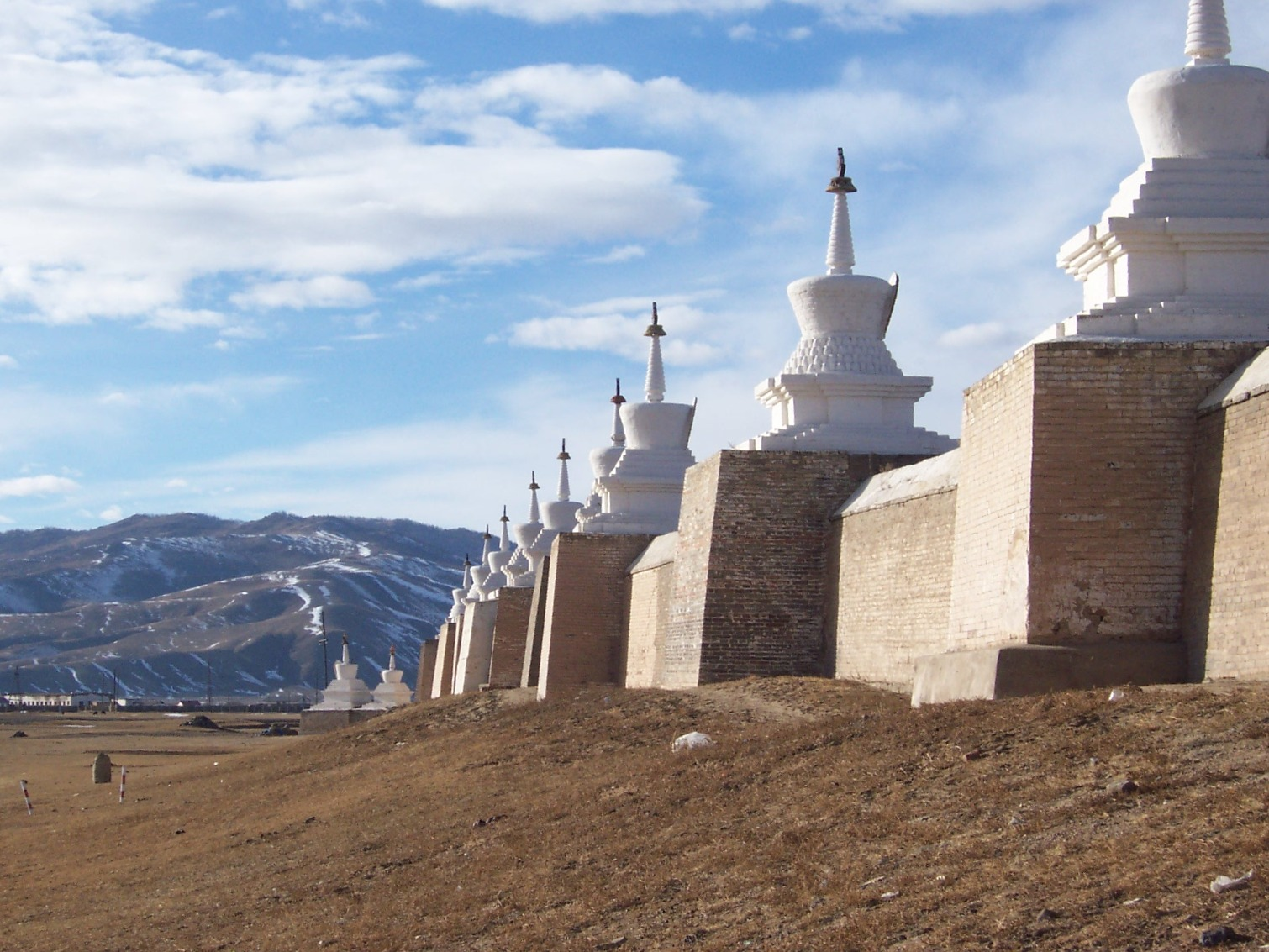
에르덴 주우 수도원을 둘러싼 불탑

그는 외할하에 사찰 에르데니스(중국명 현광사)를 건립하고 만주석리 쿠툭투에 봉헌했다. 티베트 불교 겔룩파를 막북에 전파했다.
압타이는 1585년에 카라코룸 옛 수도의 남쪽 외할하 우부르항가이에 에르덴 주우 수도원(Эрдэнэ Зуу хийд, 光顯寺, 티베트어:ལྷུན་གྲུབ་བདེ་ཆེན་གླིང)의 건설을 명령했다. 고대 몽골 수도 카라코룸의 인근 유적에서 나온 돌들이 건축에 사용되었고, 수도원에는 압타이가 달라이 라마로부터 받은 이미지와 유물들이 봉헌되었다. 1587년 혹은 1586년 아바타이는 1583년에 사망한 투메드부 알탄 칸을 위해 추모하기 위해 라사에서 그곳을 여행했던 제3대 달라이 라마인 소남 갸초를 만나기 위해 귀화성으로 갔다. 그는 소남 갸초로부터 대원 울제이 칸(大元 瓦齊爾汗 혹은 大威儀 瓦齊爾汗)이라는 존호를 받았다. 할하부에서 최초로 칸의 직책을 받았다. 일설에는 그가 달라이 라마 3세로부터 칸의 칭호를 수여받은 것을, 투시예트칸부의 설립 기점으로 보는 설이 있다.
1588년에 사망했으며 정확한 사망일자는 기록에 전하지 않는다. 그는 원나라의 붕괴 이후 몽골을 통일하려고 시도한 마지막 칸으로 알려져있다.

### 사후
그의 유해는 에르덴 주우 사원에 묻혔다. 그 후 얼마 지나지 않아 그의 아들 슈부우다이는 오이라트 족장들에 의해 살해되었다. 그의 영토는 후일 투시예트칸부와 투시예트칸부에서 분지되었으나 투시예트부에 종속된 사인노얀칸부로 발전하였다. 따라서 아바타이가 몽골 투시예트부의 실질적인 창시자로 보는 견해도 있다.
몽골의 사가들 중에는 그를 "손가락에 검은 반점을 가지고 태어난 전사", "아르 할하의 미친 노얀 아브타이", "오키르반의 화신(Очирваанийн хувилгаан), "투시예드의 좋은 칸" 등으로 묘사하였다. 그의 일화는 고귀한 칸 아바타이의 푸른 전설(Синяя легенда о добродетельном хане Абатае)이라는 이름으로 전해졌다.  간혹 그의 이름이 잘못 전해져 오스투 도보르데니 칸(Отцу добродетельный хан, 고결한 아버지인 칸)으로 오기되는 문헌도 나타났다.
그가 죽은 후, 오이라트족은 반란을 일으켰고, 아들 수바가타이는 오이라트에 패하고 살해되었다. 그뒤 1609년경 아바타이의 종조부 아시카이의 손자 슈루이 우바시가 새로운 콩타이지 정권을 설립, 코토고이드부(알탄 칸 왕조)를 세워 오이라트를 감시, 지배했다. 그러나 할하부계 몽골과 오이라트와 그 후신인 준가르 사이의 대립, 갈등은 18세기 준가르가 청나라에 정복될 때까지 계속되었다. 다른 아들 에르히는 1588년 메르겐 칸이라 자처하였다. 아바타이의 증손자 자나바자르는 제5대 달라이 라마에 의해 1640년대에 할하부 몽골에서 최초의 젭춘담바 쿠툭투이자 복드 게겐 또는 티베트 불교의 영적 지도자로 인정되었다.
1921년 몽골 인민 혁명 이전까지 몽골에서는 아바타이 칸에게 바치는 특별한 숭배가 번성했다. 그는 원나라가 멸망한 후 몽골 재통일을 시도하고, 몽골에 불교를 전파하려 노력한 마지막 통치자로 칭송받았다.

## 같이 보기
- 할하부
- 투시예트칸부
- 세첸칸부
- 알탄 칸

## 참고 자료
- Udo B. Barkmann: Geschichte der Mongolei oder die «Mongolische Frage». Die Mongolen auf ihrem Weg zum eigenen Nationalstaat. Bouvier, Bonn 1999, ISBN 3-416-02853-8.
- Christopher Pratt Atwood, Encyclopedia of Mongolia and the Mongol Empire, New York, University of Indiana / Facts On File, 2004, 678 p. (ISBN 0-8160-4671-9).
- Atwood, Christopher (2004). Encyclopedia of Mongolia and the Mongol Empire. University of Indiana. p. 1. ISBN 0-8160-4671-9.
- Howorth, Henry (1876). History of the Mongols from the 9th to the 19th Century. National Central Library of Florence: Longmans, Green. p. 483.